# Енциклопедія кібернетики
Енциклопе́дія кіберне́тики — перша у світі «Енциклопедія кібернетики» за редакцією Віктора Глушкова. Випустили Головна редакція Української радянської енциклопедії та Академія наук УРСР в двох томах (спершу українською (1973), потім російською (1974) мовою). Вона містить близько 1700 статей з інформатики, кібернетики та обчислювальної техніки.

## Вміст
В енциклопедії містяться відомості з теоретичної кібернетики — її математичного апарату, теорії систем, теорії інформації, методів програмування.
В статтях з економічної кібернетики розглянуто питання застосування кібернетичних знань для оптимізації керування економічними процесами, планування та прогнозування.
Велике місце в енциклопедії займають статті з технічної кібернетики, що охоплюють питання управління складними технічними системами та комплексами, автоматизації наукового експерименту, створення оптимальних систем керування технологічними процесами, оптимізації взаємодії людини та машини, організації відповідних інтерфейсів.
У статтях з обчислювальної техніки наведено інформацію про принципи та методи побудови основних технічних засобів кібернетики — електронних обчислювальних машин та пристроїв моделювання. 
В циклі статей з біологічної кібернетики та біоніки розглянуто проблеми, що пов'язані з управлінням біологічними системами — створенням моделей мозку, моделей органів людини та регуляторних систем організму. 
Велику групу статей присвячено питанням прикладної та обчислювальної математики в контексті кібернетики. Окремий цикл статей охоплює філософські та соціологічні питання кібернетики, питання застосування її методів для автоматизації інформаційної роботи, лінгвістичних досліджень, програмованого навчання тощо.

## Автори
В створенні енциклопедій узяли участь близько 600 науковців та спеціалістів у різних галузях знань зі 102 наукових та виробничих установ Радянського Союзу. Серед них такі відомі вчені як:
- Івахненко Олексій Григорович
- Скороход Анатолій Володимирович
- Ющенко Катерина Логвинівна
- Скороходько Едуард Федорович